# Municipio de Wayne (condado de Fayette)
El municipio de Wayne (en inglés: Wayne Township) es un municipio ubicado en el condado de Fayette en el estado estadounidense de Ohio. En el año 2010 tenía una población de 1387 habitantes y una densidad poblacional de 11,61 personas por km².

## Geografía
El municipio de Wayne se encuentra ubicado en las coordenadas 39°28′1″N 83°20′56″O / 39.46694, -83.34889. Según la Oficina del Censo de los Estados Unidos, el municipio tiene una superficie total de 119.5 km², de la cual 119.49 km² corresponden a tierra firme y (0%) 0 km² es agua.

## Demografía
Según el censo de 2010, había 1387 personas residiendo en el municipio de Wayne. La densidad de población era de 11,61 hab./km². De los 1387 habitantes, el municipio de Wayne estaba compuesto por el 98.2% blancos, el 0.36% eran afroamericanos, el 0.14% eran amerindios, el 0.22% eran asiáticos, el 0.07% eran isleños del Pacífico, el 0.07% eran de otras razas y el 0.94% pertenecían a dos o más razas. Del total de la población el 0.43% eran hispanos o latinos de cualquier raza.